# Bälinge, Luleå kommun
Bälinge är en tätort i Luleå kommun. Väster om tätorten har SCB sedan 1995 avgränsat en annan bebyggelse benämnd Bälinge västra.
Bälinge ligger cirka en mil utanför Luleå, på Luleälvens södra sida, och är hem för över 300 invånare. En bit utanför byn ligger naturreservatet Bälingeberget som bland annat har urskog och ett klapperstensfält som sevärdheter.
Bälinge blev utsedd till Årets by i Luleå kommun 2016.

## Befolkningsutveckling
| Befolkningsutvecklingen i Bälinge 1980–2020 | Befolkningsutvecklingen i Bälinge 1980–2020 | Befolkningsutvecklingen i Bälinge 1980–2020 | Befolkningsutvecklingen i Bälinge 1980–2020 | Befolkningsutvecklingen i Bälinge 1980–2020 |
| ------------------------------------------- | ------------------------------------------- | ------------------------------------------- | ------------------------------------------- | ------------------------------------------- |
|                                             |                                             |                                             |                                             |                                             |
| År                                          |                                             |                                             | Folkmängd                                   | Areal (ha)                                  |
| 1980                                        | 1980                                        |                                             | 232                                         |                                             |
| 1990                                        | 1990                                        |                                             | 341                                         | 45                                          |
| 1995                                        | 1995                                        |                                             | 338                                         | 45                                          |
| 2000                                        | 2000                                        |                                             | 310                                         | 45                                          |
| 2005                                        | 2005                                        |                                             | 317                                         | 47                                          |
| 2010                                        | 2010                                        |                                             | 307                                         | 47                                          |
| 2015                                        | 2015                                        |                                             | 308                                         | 61                                          |
| 2020                                        | 2020                                        |                                             | 303                                         | 62                                          |
| Anm.: Ny tätort 1980                        |                                             |                                             |                                             |                                             |